# سانتا آنا مونيسباليتي
سانتا آنا مونيسباليتي (بالإنجليزية: Santa Ana, El Salvador)‏ هي مدينة، تتبع إدارة سانتا آنا، بلغ عدد سكانها 270٫413  نسمة، تبلغ مساحتها 408٫01 كيلومتر مربع.

## المناخ
يظهر الجدول التالي التغييرات المناخية على مدار السنة لسانتا آنا مونيسباليتي:
| البيانات المناخية لـسانتا آنا مونيسباليتي                        | البيانات المناخية لـسانتا آنا مونيسباليتي | البيانات المناخية لـسانتا آنا مونيسباليتي | البيانات المناخية لـسانتا آنا مونيسباليتي | البيانات المناخية لـسانتا آنا مونيسباليتي | البيانات المناخية لـسانتا آنا مونيسباليتي | البيانات المناخية لـسانتا آنا مونيسباليتي | البيانات المناخية لـسانتا آنا مونيسباليتي | البيانات المناخية لـسانتا آنا مونيسباليتي | البيانات المناخية لـسانتا آنا مونيسباليتي | البيانات المناخية لـسانتا آنا مونيسباليتي | البيانات المناخية لـسانتا آنا مونيسباليتي | البيانات المناخية لـسانتا آنا مونيسباليتي | البيانات المناخية لـسانتا آنا مونيسباليتي |
| الشهر                                                            | يناير                                     | فبراير                                    | مارس                                      | أبريل                                     | مايو                                      | يونيو                                     | يوليو                                     | أغسطس                                     | سبتمبر                                    | أكتوبر                                    | نوفمبر                                    | ديسمبر                                    | المعدل السنوي                             |
| ---------------------------------------------------------------- | ----------------------------------------- | ----------------------------------------- | ----------------------------------------- | ----------------------------------------- | ----------------------------------------- | ----------------------------------------- | ----------------------------------------- | ----------------------------------------- | ----------------------------------------- | ----------------------------------------- | ----------------------------------------- | ----------------------------------------- | ----------------------------------------- |
| الدرجة القصوى °م (°ف)                                            | 33.5 (92.3)                               | 35.7 (96.3)                               | 37.0 (98.6)                               | 36.0 (96.8)                               | 35.4 (95.7)                               | 33.8 (92.8)                               | 32.7 (90.9)                               | 33.6 (92.5)                               | 32.3 (90.1)                               | 32.5 (90.5)                               | 32.5 (90.5)                               | 33.5 (92.3)                               | 37.0 (98.6)                               |
| متوسط درجة الحرارة الكبرى °م (°ف)                                | 30.8 (87.4)                               | 32.1 (89.8)                               | 33.7 (92.7)                               | 34.1 (93.4)                               | 32.3 (90.1)                               | 30.9 (87.6)                               | 31.1 (88.0)                               | 31.1 (88.0)                               | 30.3 (86.5)                               | 30.1 (86.2)                               | 30.0 (86.0)                               | 30.3 (86.5)                               | 31.4 (88.5)                               |
| المتوسط اليومي °م (°ف)                                           | 23.7 (74.7)                               | 24.6 (76.3)                               | 25.7 (78.3)                               | 26.6 (79.9)                               | 26.2 (79.2)                               | 25.3 (77.5)                               | 25.3 (77.5)                               | 25.3 (77.5)                               | 24.7 (76.5)                               | 24.5 (76.1)                               | 24.0 (75.2)                               | 23.8 (74.8)                               | 25.0 (77.0)                               |
| متوسط درجة الحرارة الصغرى °م (°ف)                                | 16.3 (61.3)                               | 17.0 (62.6)                               | 17.7 (63.9)                               | 18.9 (66.0)                               | 19.6 (67.3)                               | 19.5 (67.1)                               | 19.2 (66.6)                               | 19.3 (66.7)                               | 19.1 (66.4)                               | 19.0 (66.2)                               | 17.8 (64.0)                               | 16.9 (62.4)                               | 18.4 (65.1)                               |
| أدنى درجة حرارة °م (°ف)                                          | 11.0 (51.8)                               | 8.0 (46.4)                                | 11.6 (52.9)                               | 13.0 (55.4)                               | 14.5 (58.1)                               | 13.0 (55.4)                               | 15.0 (59.0)                               | 15.5 (59.9)                               | 15.4 (59.7)                               | 15.0 (59.0)                               | 12.5 (54.5)                               | 10.0 (50.0)                               | 8.0 (46.4)                                |
| الهطول مم (إنش)                                                  | 2 (0.1)                                   | 6 (0.2)                                   | 8 (0.3)                                   | 57 (2.2)                                  | 188 (7.4)                                 | 322 (12.7)                                | 297 (11.7)                                | 313 (12.3)                                | 315 (12.4)                                | 185 (7.3)                                 | 38 (1.5)                                  | 13 (0.5)                                  | 1٬745 (68.7)                              |
| متوسط الرطوبة النسبية (%)                                        | 66                                        | 63                                        | 63                                        | 64                                        | 73                                        | 80                                        | 77                                        | 78                                        | 82                                        | 78                                        | 72                                        | 68                                        | 72                                        |
| ساعات سطوع الشمس الشهرية                                         | 310.0                                     | 271.2                                     | 291.4                                     | 258.0                                     | 254.2                                     | 198.0                                     | 263.5                                     | 260.4                                     | 204.0                                     | 229.4                                     | 267.0                                     | 303.8                                     | 3٬110٫9                                   |
| ساعات سطوع الشمس اليومية                                         | 10.0                                      | 9.6                                       | 9.4                                       | 8.6                                       | 8.2                                       | 6.6                                       | 8.5                                       | 8.4                                       | 6.8                                       | 7.4                                       | 8.9                                       | 9.8                                       | 8.5                                       |
| المصدر #1: Ministerio de Medio Ambiente y Recursos Naturales     |                                           |                                           |                                           |                                           |                                           |                                           |                                           |                                           |                                           |                                           |                                           |                                           |                                           |
| المصدر #2: الأرصاد الجوية الألمانية (precipitation days and sun) |                                           |                                           |                                           |                                           |                                           |                                           |                                           |                                           |                                           |                                           |                                           |                                           |                                           |

## مدن توأم
المدن التوأم:
- لا سيبا.

## أعلام
- توماس ريغالادو
- فرانسيسكو فلوريس بيريز
- بيدرو خوسيه إسكالون
- ألفريدو باتشيكو
- بيت ساندوفال
- خوسيه نابوليون دوارتي